# Zbýšov (district de Kutná Hora)
Pour les articles homonymes, voir Zbýšov.
Zbýšov (en allemand : Sbischow) est une commune du district de Kutná Hora, dans la région de Bohême-Centrale, en République tchèque. Sa population s'élevait à 626 habitants en 2020.

## Géographie
Zbýšov se trouve à 9 km à l'ouest de Golčův Jeníkov, à 17 km au sud-est de Kutná Hora et à 72 km au sud-est de Prague.
La commune est limitée par Krchleby, Žáky et Schořov au nord, par Adamov, Vlkaneč, Šebestěnice et Nová Ves u Leštiny à l'est, par Leština u Světlé et Číhošť au sud, et par Dobrovítov, Čejkovice, Petrovice I et Hraběšín à l'ouest.

## Histoire
La première mention écrite de la localité remonte à 1257.

## Administration
La commune se compose de six quartiers :
- Chlum
- Damírov
- Klucké Chvalovice
- Krchlebská Lhota
- Opatovice
- Zbýšov